# World Professional Darts Championship 1981
De Embassy World Professional Darts Championship 1981 was de 4e editie van het internationale dartstoernooi World Professional Darts Championship georganiseerd door de BDO en werd gehouden van 10 januari 1981 tot en met 17 januari 1981 in het Engelse Stoke-on-Trent. Het deelnemersveld werd uitgebreid van 24 spelers naar 32 spelers. Dit jaar was er voor het eerst ook een prijs voor de hoogste check-out van het toernooi.

## Prijzengeld
Het totale prijzengeld bedroeg £23.300,- (plus £12.000 voor een 9-darter (niet gewonnen)) en was als volgt verdeeld:
| Plaats        | Prijzengeld |
| ------------- | ----------- |
| Winnaar       | £5.500      |
| Runner-up     | £2.500      |
| Derde plaats  | £1.800      |
| Vierde plaats | £1.200      |
| Kwartfinalist | £750        |
| 2e ronde      | £500        |
| 1e ronde      | £300        |

Degene met de hoogste check-out (uitgooi) kreeg £500:
- onbekend

## Alle wedstrijden

### Voorronde (best of 9 legs)
| Eddie de la Cruz   | Filipijnen | - | Terry O'Dea         | Australië     | 0 - 5 |
| Charlie Ellix      | Engeland   | - | Christer Pilblad    | Zweden        | 5 - 4 |
| Tony Sontag        | Engeland   | - | Ricky Castro        | Filipijnen    | 5 - 2 |
| Ian Koati          | PNG        | - | Wayne Lock          | Wales         | 0 - 5 |
| Alan Hudson        | Canada     | - | Takeyasu Ezaki      | Japan         | 5 - 4 |
| Jerry Umberger     | USA        | - | Peter Kairus        | Filipijnen    | 5 - 3 |
| Alistair Forrester | Schotland  | - | Danny de la Cruz    | Filipijnen    | 5 - 0 |
| John Buckley       | Ierland    | - | Tony Clark          | Wales         | 2 - 5 |
| Sean Crowley       | Ierland    | - | Angus Ross          | Schotland     | 4 - 5 |
| Les Capewell       | Engeland   | - | Daniel Morris       | PNG           | 5 - 1 |
| Doug McCarthy      | Engeland   | - | Selly Tain          | PNG           | 5 - 0 |
| Andrew Pringle     | Singapore  | - | Tim Brown           | Australië     | 4 - 5 |
| Richard Lee        | Singapore  | - | Gordon Allpress     | Nieuw-Zeeland | 0 - 5 |
| Kevin White        | Australië  | - | Hildebrand de Jonge | Nederland     | 5 - 0 |
| Jan Larsen         | Denemarken | - | Malcolm Nolan       | Nederland     | 5 - 3 |
| Paul Gosling       | Engeland   | - | Steve Brennan       | Ierland       | 5 - 4 |

### Eerste ronde (best of 3 sets)
| Eric Bristow    | Engeland  | - | Terry O'Dea        | Australië     | 2 - 0 |
| Dave Whitcombe  | Engeland  | - | Charlie Ellix      | Engeland      | 2 - 0 |
| Nicky Virachkul | USA       | - | Tony Sontag        | Engeland      | 2 - 1 |
| Rab Smith       | Schotland | - | Wayne Lock         | Wales         | 2 - 1 |
| Cliff Lazarenko | Engeland  | - | Alan Hudson        | Canada        | 2 - 0 |
| Jerry Umberger  | USA       | - | Len Heard          | USA           | 2 - 0 |
| Bobby George    | Engeland  | - | Alistair Forrester | Schotland     | 2 - 0 |
| Tony Clark      | Wales     | - | Bill Lennard       | Engeland      | 2 - 1 |
| John Lowe       | Engeland  | - | Angus Ross         | Schotland     | 2 - 0 |
| Allan Hogg      | Canada    | - | Les Capewell       | Engeland      | 2 - 0 |
| Ceri Morgan     | Wales     | - | Doug McCarthy      | Engeland      | 2 - 1 |
| Leighton Rees   | Wales     | - | Tim Brown          | Australië     | 2 - 0 |
| Jocky Wilson    | Schotland | - | Gordon Allpress    | Nieuw-Zeeland | 2 - 0 |
| Kevin White     | Australië | - | Stefan Lord        | Zweden        | 2 - 1 |
| Luc Marreel     | België    | - | Jan Larsen         | Denemarken    | 2 - 1 |
| Tony Brown      | Engeland  | - | Paul Gosling       | Engeland      | 2 - 1 |

### Tweede ronde (best of 3 sets)
| Eric Bristow    | Engeland  | - | Dave Whitcombe | Engeland  | 2 - 0 |
| Nicky Virachkul | USA       | - | Rab Smith      | Schotland | 2 - 0 |
| Cliff Lazarenko | Engeland  | - | Jerry Umberger | USA       | 2 - 0 |
| Bobby George    | Engeland  | - | Tony Clark     | Wales     | 2 - 0 |
| John Lowe       | Engeland  | - | Allan Hogg     | Canada    | 2 - 1 |
| Ceri Morgan     | Wales     | - | Leighton Rees  | Wales     | 2 - 1 |
| Jocky Wilson    | Schotland | - | Kevin White    | Australië | 2 - 1 |
| Luc Marreel     | België    | - | Tony Brown     | Engeland  | 1 - 2 |

### Kwartfinale (best of 7 sets)
| Eric Bristow    | Engeland  | - | Nicky Virachkul | USA      | 4 - 0 |
| Cliff Lazarenko | Engeland  | - | Bobby George    | Engeland | 4 - 0 |
| John Lowe       | Engeland  | - | Ceri Morgan     | Wales    | 4 - 3 |
| Jocky Wilson    | Schotland | - | Tony Brown      | Engeland | 2 - 4 |

### Halve finale (best of 7 sets)
| Eric Bristow | Engeland | - | Cliff Lazarenko | Engeland | 4 - 1 |
| John Lowe    | Engeland | - | Tony Brown      | Engeland | 4 - 1 |

### Derde plaats (best of 3 sets)
| Cliff Lazarenko | Engeland | - | Tony Brown | Engeland | 2 - 1 |

### Finale (best of 9 sets)
| Eric Bristow | Engeland | - | John Lowe | Engeland | 5 - 3 |

World Cup Darts (WDF)

1977 · 1979 · 1981 · 1983 · 1985 · 1987 · 1989 · 1991 · 1993 · 1995 · 1997 · 1999 · 2001 · 2003 · 2005 · 2007 · 2009 · 2011 · 2013 · 2015 · 2017 · 2019 · 2021 · 2023
World Darts Championship (BDO)

1978 · 1979 · 1980 · 1981 · 1982 · 1983 · 1984 · 1985 · 1986 · 1987 · 1988 · 1989 · 1990 · 1991 · 1992 · 1993 · 1994 · 1995 · 1996 · 1997 · 1998 · 1999 · 2000 · 2001 · 2002 · 2003 · 2004 · 2005 · 2006 · 2007 · 2008 · 2009 · 2010 · 2011 · 2012 · 2013 · 2014 · 2015 · 2016 · 2017 · 2018 · 2019 · 2020
World Darts Championship (PDC)

1994 · 1995 · 1996 · 1997 · 1998 · 1999 · 2000 · 2001 · 2002 · 2003 · 2004 · 2005 · 2006 · 2007 · 2008 · 2009 · 2010 · 2011 · 2012 · 2013 · 2014 · 2015 · 2016 · 2017 · 2018 · 2019 · 2020 · 2021 · 2022 · 2023 · 2024 · 2025
World Darts Championship (WDF)

2022 · 2023 · 2024
World Seniors Darts Championship (WSDT)

2022 · 2023 · 2024 · 2025